# Єльча-Мала
Єльча-Мала (пол. Jelcza Mała) — село в Польщі, у гміні Міхалув Піньчовського повіту Свентокшиського воєводства.
Населення — 54 особи (2011).
У 1975-1998 роках село належало до Келецького воєводства.

## Демографія
Демографічна структура на день 31 березня 2011 року:
|          | Загалом | Допрацездатний вік | Працездатний вік | Постпрацездатний вік |
| -------- | ------- | ------------------ | ---------------- | -------------------- |
| Чоловіки | 31      | 8                  | 15               | 8                    |
| Жінки    | 23      | 6                  | 10               | 7                    |
| Разом    | 54      | 14                 | 25               | 15                   |